# Ligne T1 du bus à haut niveau de service de l'agglomération du Pays Basque
Ligne T1 du Tram'Bus
Pour les articles homonymes, voir Ligne T1.
Pour un article plus général, voir Bus à haut niveau de service de l'agglomération du Pays Basque.
La ligne T1 du bus à haut niveau de service de l'agglomération du Pays Basque, plus communément appelée ligne T1 du Tram'Bus, est une ligne de bus à haut niveau de service (BHNS), faisant partie du réseau de transports en commun de l'agglomération du Pays Basque, et plus précisément du réseau Txik Txak. Il s'agit de la première ligne du BHNS de l'agglomération, mise en service le 2 septembre 2019.
Elle relie les stations Hauts de Bayonne, à Mairie de Biarritz – Louis Barthou, en passant par des pôles d'échanges, que sont notamment la gare et la mairie de Bayonne, ou encore la Place des Basques. Elle traverse aussi la commune d'Anglet et dessert notamment le centre commercial BAB2.

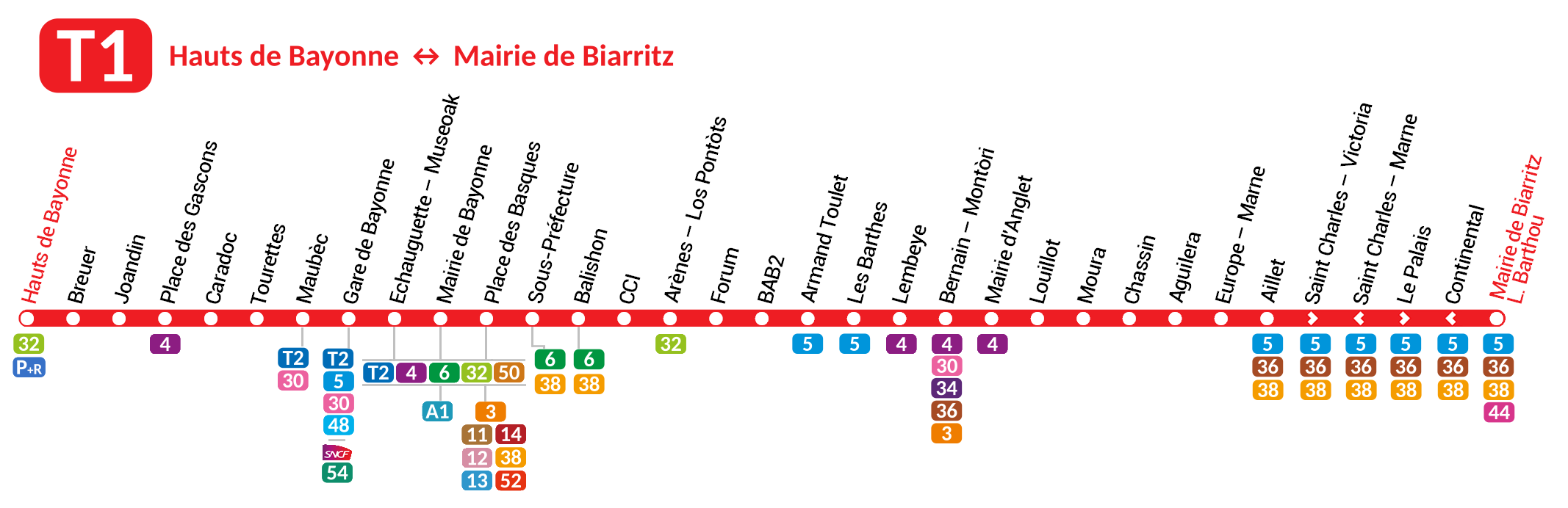
Plan de la ligne.

## Histoire
La ligne T1 a été inaugurée le 2 septembre 2019, en faisant un parcours inaugural entre Biarritz – Ixelles et Hauts de Bayonne.

## Tracé et stations

### Liste des stations
La ligne T1 dessert les 33 stations suivantes, en commençant par l'extrémité nord :
|  |   |  | Station                         | Commune  | Correspondances                          |
|  | - |  | ------------------------------- | -------- | ---------------------------------------- |
|  | ■ |  | Hauts de Bayonne                | Bayonne  | • 32                                     |
|  | • |  | Breuer                          | Bayonne  |                                          |
|  | • |  | Joandin                         | Bayonne  |                                          |
|  | • |  | Place des Gascons               | Bayonne  | 4                                        |
|  | • |  | Caradoc                         | Bayonne  |                                          |
|  | • |  | Tourettes                       | Bayonne  |                                          |
|  | • |  | Maubèc                          | Bayonne  | T2 30                                    |
|  | • |  | Gare de Bayonne                 | Bayonne  | T2 5 30 48 : TER • TGV • Intercités • 54 |
|  | • |  | Echauguette – Museoak           | Bayonne  | T2 4 6 32 50                             |
|  | • |  | Mairie de Bayonne               | Bayonne  | T2 4 6 32 50 • ADOUR 1                   |
|  | ■ |  | Place des Basques               | Bayonne  | T2 4 6 32 38 50 52 • 3 11 12 13 14       |
|  | • |  | Sous-Préfecture                 | Bayonne  | 6 38                                     |
|  | • |  | Balishon                        | Bayonne  | 6 38                                     |
|  | • |  | CCI                             | Bayonne  |                                          |
|  | • |  | Arènes – Los Pontòts            | Bayonne  | 32                                       |
|  | • |  | Forum                           | Anglet   |                                          |
|  | • |  | BAB2                            | Anglet   |                                          |
|  | • |  | Armand Toulet                   | Anglet   | 5                                        |
|  | • |  | Les Barthes                     | Anglet   | 5                                        |
|  | • |  | Lembeye                         | Anglet   | 4                                        |
|  | • |  | Bernain – Montòri               | Anglet   | 4 30 • 34 36 • 3                         |
|  | • |  | Mairie d'Anglet                 | Anglet   | 4                                        |
|  | • |  | Louillot                        | Anglet   |                                          |
|  | • |  | Moura                           | Anglet   |                                          |
|  | • |  | Chassin                         | Anglet   |                                          |
|  | • |  | Aguilera                        | Biarritz |                                          |
|  | • |  | Europe – Marne                  | Biarritz |                                          |
|  | • |  | Aillet                          | Biarritz | 5 36 38                                  |
|  | ∧ |  | St Charles – Marne              | Biarritz | 5 36 38                                  |
|  | ∨ |  | St Charles – Victoria           | Biarritz | 5 36 38                                  |
|  | ∧ |  | Continental                     | Biarritz | 5 36 38                                  |
|  | ∨ |  | Le Palais                       | Biarritz | 5 36 38                                  |
|  | ■ |  | Mairie de Biarritz – L. Barthou | Biarritz | 5 36 38 44                               |

## Exploitation de la ligne

### Principes de la desserte
La ligne fonctionne tous les jours de l'année sauf le 1er mai.
Le service débute à la station Hauts de Bayonne à 5 h 10 du lundi au vendredi et à 5 h 25 les samedis, et à Mairie de Biarritz—Louis Barthou à 4 h 47 en semaine et 5 h 47 les samedis. Les dimanches et jours fériés, par contre, le service débute à Mairie de Biarritz à 6 h 37, suivi de celui de 6 h 38 à Hauts de Bayonne. L'arrêt des bus se produit à 1 h 5 à Hauts de Bayonne et à 1 h 18 à Mairie de Biarritz les dimanches et jours fériés, à 3 h 4 pour Hauts de Bayonne et 3 h 16 pour Mairie de Biarritz les samedis, à 1 h 18 pour Mairie de Biarritz et à 1 h 5 pour Hauts de Bayonne du lundi au mercredi et, enfin, à 3 h 5 à la station de Hauts de Bayonne et 3 h 18 à Mairie de Biarritz les jeudis et vendredis.
Tous les bus desservent toutes les stations situées sur la ligne T1.
| Du lundi au vendredi | Du lundi au vendredi | Du lundi au vendredi | Du lundi au vendredi | Du lundi au vendredi | Samedis   | Samedis       | Samedis           | Samedis       | Dimanches et fêtes     |
| avant 6 h            | avant 7 h            | 7 h à 19 h           | 19 h 30 à 21 h       | après 21 h           | avant 7 h | 7 h à 19 h 30 | 19 h 30 à 21 h 40 | après 21 h 40 | entre 6 h 10 et 0 h 30 |
| -------------------- | -------------------- | -------------------- | -------------------- | -------------------- | --------- | ------------- | ----------------- | ------------- | ---------------------- |
| 30 min               | 20 min               | 10 min               | 20 min               | 30 min               | 20 min    | 15 min        | 20 min            | 30 min        | 30 min                 |

La distance moyenne entre stations est de 387 m sur la ligne T1. Les bus bénéficient d'un système de priorité aux carrefours comportant des feux.

### Temps de parcours moyens
Les temps de parcours sont donnés à titre indicatif et varient surtout selon le moment de la journée. Ils peuvent aussi évoluer en cas de retards dus à des événements imprévus.
La ligne T1 du tramway de Bayonne permet de rallier Mairie de Biarritz—Louis Barthou à :
- Europe—Marne en 6 minutes ;
- Bernain—Montòri en 16 minutes ;
- BAB2 en 24 minutes ;
- Balishon en 32 minutes ;
- Place des Basques en 36 minutes ;
- Mairie de Bayonne en 39 minutes ;
- Gare de Bayonne en 42 minutes ;
- Place des Gascons en 48 minutes ;
- Hauts de Bayonne en 53 minutes.

### Matériel roulant
Les bus utilisés sur la ligne T1 sont des ie.tram de 18 m de longueur, fabriqués par l'entreprise espagnole Irizar.
| Constructeur | Modèle  | Nombre | Numérotation | Année de livraison | Longueur |
| ------------ | ------- | ------ | ------------ | ------------------ | -------- |
| Irizar       | ie.tram | 10     | nos 1 à 10   | 2019               | 18 m     |

### Tarification et financement
La tarification de la ligne est identique à celles des autres lignes de Tram'Bus et bus exploitées par Ratp Dev Pays Basque Adour et accessible avec les mêmes abonnements.
Il existe un ticket unique valable 1h30 à 1,30 € et un ticket journée vendu à 3,60 €, qui permettent d'effectuer des correspondances avec les autres lignes du réseau (hormis l'aller-retour sur la même ligne pour le ticket unique).
Il y a, également, deux abonnements, un « tout public », pour 37,50 € le mois et 360 € l'année, et un « ticket p'tit groupe », pour maximum 5 personnes, qui permet un aller-retour dans la journée au prix de 6,40 €. Il existe également des abonnements réduits pour les jeunes (- de 28 ans), les seniors (+ de 65 ans) et un tarif dit « solidaire » pour les usagers avec de plus faibles revenus.
Pour tous ces tarifs, un billet sans contact rechargeable est émis, avec un coût supplémentaire de 0,20 €. Ceci est évitable en présentant un billet sans contact acheté précédemment, où en payant par carte bancaire directement sans frais sur les valideurs, ou un ticket unique sera validé, plafonné au prix d'un ticket journée (3,50 €) et valable en correspondance.
Tous les tickets doivent être impérativement achetés avant la montée dans le bus, dans les stations il y a des automates de vente, contrairement au reste des arrêts du réseau. La validation se fait dans le bus où plusieurs valideurs sont présents à l'entrée de chaque porte du bus.

### Fréquentation
Huit semaines après la mise en exploitation de la ligne, la communauté d'agglomération du Pays Basque a dressé un premier bilan de l'exploitation du nouveau réseau. Au sein du périmètre du réseau Chronoplus, celle-ci a indiqué une augmentation de fréquentation de l'ordre de 11,2 % sur l'ensemble du réseau. La ligne T1 a notamment accueilli plus de 282 000 passagers durant cette même période, ce qui correspond à une hausse de trafic de 10 % le long de l'axe emprunté par le BHNS, par rapport aux lignes de bus classiques ayant circulé durant la même période au cours de l'année 2018.